# 古市駅 (大阪府)
古市駅（ふるいちえき）は、大阪府羽曳野市古市一丁目にある、近畿日本鉄道（近鉄）の駅。駅番号は南大阪線がF16、長野線がO16。

## 概要
羽曳野市の代表駅で、南大阪線と長野線の2路線が乗り入れる主要駅。
柏原駅や道明寺駅と並び、現在の近鉄に属する駅では最古の歴史を有する。

### 利用可能な鉄道路線
- 近畿日本鉄道
  - 南大阪線
  - 長野線 ※始発駅（南大阪線大阪阿部野橋方面と直通あり）

## 歴史
- 1898年（明治31年）
  - 3月24日：河陽鉄道として柏原駅 - 道明寺駅 - 当駅間が開業した際に、その終点として設置[1]。
  - 4月14日 - 当駅から富田林駅まで路線延伸、途中駅となる[1]。
- 1899年（明治32年）5月11日：河陽鉄道の路線を河南鉄道が承継、同社の駅となる[1]。
- 1919年（大正8年）3月8日：社名変更により大阪鉄道の駅となる[1]。
- 1929年（昭和4年）3月29日：当駅から久米寺駅（現在の橿原神宮前駅）が開業し分岐駅となる[1]。
- 1943年（昭和18年）2月1日：関西急行鉄道が大阪鉄道を合併、関西急行鉄道の駅となる[1]。
- 1944年（昭和19年）6月1日：戦時統合により関西急行鉄道が南海鉄道（現在の南海電気鉄道の前身。後に再独立）と合併、近畿日本鉄道の駅となる[1]。
- 1969年（昭和44年）10月：大阪阿部野橋駅方に0.2キロメートル移設[2]（現在の古市1号踏切南側から北側に移設）。同時に橋上駅舎化する。
- 1971年（昭和46年）4月1日：定期券専用自動改札機を設置[3]。
- 1993年（平成5年）3月17日：8両編成対応にホームが延伸される[4]。
- 2007年（平成19年）4月1日：ICカード「PiTaPa」使用開始[5]。
- 2012年（平成24年）3月20日：一部の特急が停車するようになる。
- 2024年（令和6年）1月25日：羽曳野市市制65周年を記念して、「羽曳野市 市制65周年記念入場券」を同年2月29日まで発売。なお、同市内の恵我ノ荘駅、高鷲駅でも発売していたがそれぞれデザインが異なる。発売額は900円。1人5セットまでで、売切次第発売終了[6][7]。

## 駅構造

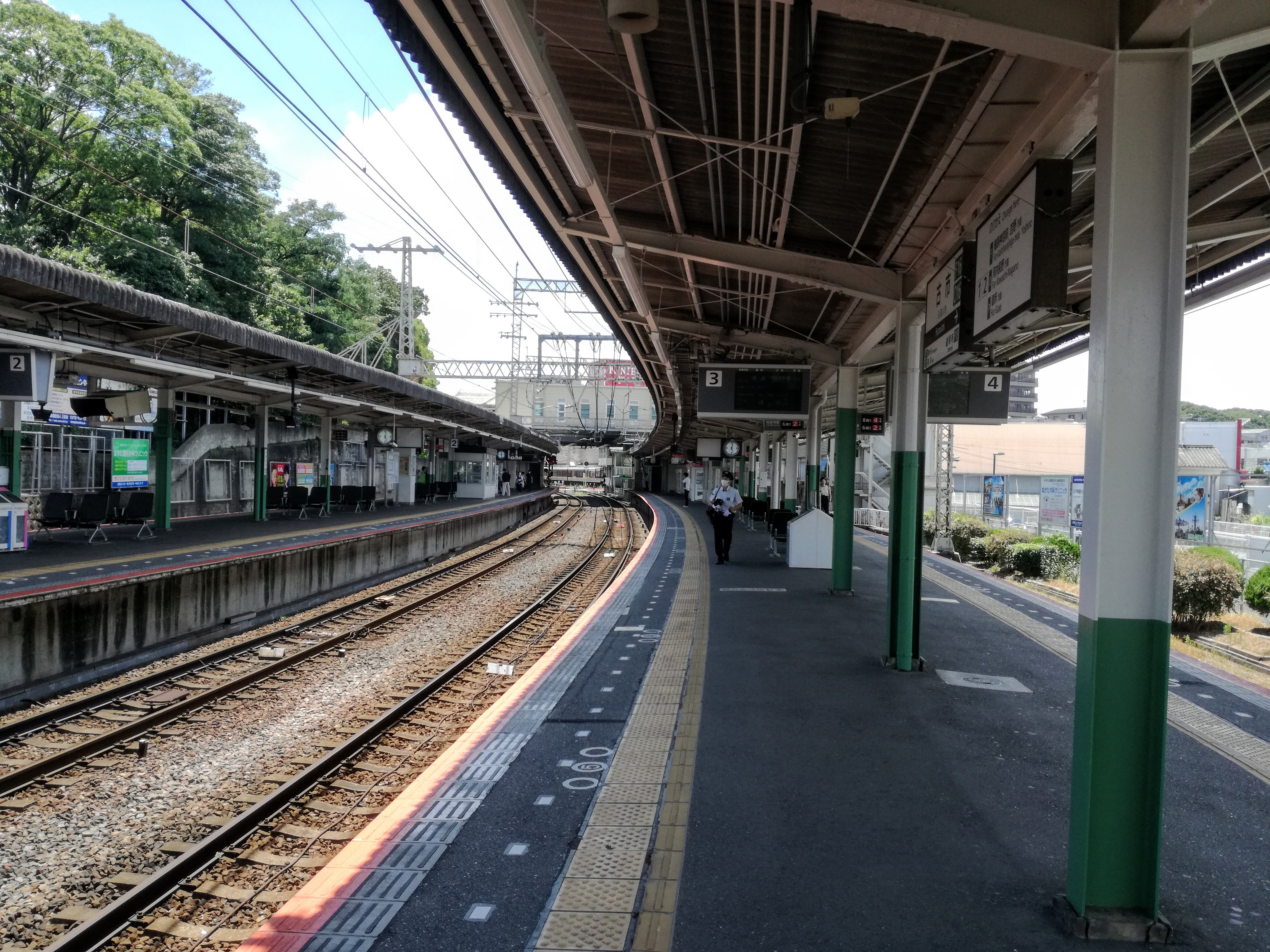
プラットホーム

島式ホーム2面4線を持つ地上駅で、南大阪線と長野線が方向別にホームを共有する構成。ホーム有効長は8両分で、ホームの河内長野寄りに橋上駅舎が存在する。改札口は1か所のみ。

### のりば
| のりば | 路線       | 方向 | 行先             | 備考                                 |
| ------ | ---------- | ---- | ---------------- | ------------------------------------ |
| 1・2   | O 長野線   | -    | 河内長野方面     | 臨時列車は3・4番のりばからの場合あり |
| 1・2   | F 南大阪線 | 下り | 橿原神宮前方面   | 早朝と夜間には御所行き普通もあり     |
| 3・4   | F 南大阪線 | 上り | 大阪阿部野橋方面 |                                      |

付記事項
- 奇数番線（1番線と3番線）・4番線には主に橿原神宮前方面発着の列車が、偶数番線（2番線と4番線）には主に河内長野線方面発着の列車および古市止まりの列車が入線する。
- 4番線から河内長野方面へ発車することが可能で、一部回送列車や臨時列車などが使用している。

## 特徴

### 駅設備・営業面
- 駅長が置かれ、南大阪線の当駅と上ノ太子駅間と長野線の各駅を管理している[9]。
- PiTaPa・ICOCA対応の自動改札機および自動精算機（回数券カードおよびICカードのチャージに対応）が設置されている。
- 特急券は専用の自動販売機および窓口（朝夕のみ）にて即時購入が可能[10]。定期券は黒の券売機で購入が可能で、窓口（朝夕のみ）による定期券サポートにも対応する[11]。

### ダイヤ面
- 急行以下の全一般列車が停車しており、朝と夕方以降には一部の特急列車も停車する[12]。
  - 停車する特急列車の詳細：大阪阿部野橋駅を20時以降に発車する橿原神宮前方面行き、大阪阿部野橋駅に9時台までに到着する大阪阿部野橋行きの全列車が停車する[12]。
  - 2012年3月20日のダイヤ変更でラッシュ時に一部の特急が停車するようになったが[13]、それ以前も正月の終夜運転時には特急の臨時停車が実施されていた。
- 当駅発着列車が多数設定されており、普通列車の大多数は運転系統が当駅を境に分割されている[12]。
  - 大阪方面へは、平日夜間に当駅始発の準急が1本と当駅終着の準急が2本、早朝と日中に当駅始発の普通列車が設定されている[12]。
  - 橿原神宮前方面へは、終日にわたって当駅 - 橿原神宮前駅間の普通列車が、早朝と夜間に当駅 - 御所線近鉄御所駅間の普通列車が数本、早朝に当駅始発の吉野線吉野行き普通列車が2本（平日・土休日共に）、平日の朝と深夜に当駅始発の橿原神宮前行き急行が1本ずつ設定されている[12]。
  - 河内長野方面へは、早朝と夜間に長野線内の区間運転列車が、平日早朝に当駅始発の富田林行きが3本設定されている[12]。
- 南大阪線は当駅を境にホーム有効長が4両または6両編成以下、長野線は5両編成以下となる駅があるため、当駅を超えて運転される準急を中心に大多数の列車が当駅で車両の増結・解放を実施している。また、平日朝には橿原神宮前・御所方面からの準急と河内長野方面からの準急が当駅 - 大阪阿部野橋駅間で併結運転を実施している[12]。
  - 2013年3月16日のダイヤ変更までは、当駅で富田林行きと橿原神宮前行きに分割する準急が設定されていた。なお、近鉄の一般列車で多層建て列車（親子列車）の形をとっていたのはこれが唯一だった。
  - ただし、ダイヤ変更後も当駅で切り離された車両が種別・行先を変更して別の列車として運行するものは存在する。
- 3・4番のりばに到着する大阪阿部野橋行きの列車が当駅で増結を行う際、ダイヤにより前か後ろのどちらに増結するか異なる。また、駅舎が橿原神宮前・吉野・河内長野寄りにしかないため、以下のパターンで増結が行われる[14]。
  - 前に列車を増結する場合
    1. 後ろの編成が入りきる位置に前の編成が停車。扉を開けて1回目の客扱いを行う。
    2. 前の編成の扉をいったん閉める。
    3. 誘導信号機の指示により、後ろの編成がその両数の停車位置までゆっくり進んで停車。扉を開けて客扱いを行う。
    4. 前の編成が後ろの編成にバックで近づき連結。扉を開けて2回目の客扱いを行う。

  - 後ろに列車を増結する場合・2方向から来る列車を連結する場合
    1. 前の編成が駅舎寄りに停車。扉を開けて1回目の客扱いを行う。
    2. 前の編成の扉をいったん閉め、別の編成の入りきる位置に移動し、扉を開けて2回目の客扱いを行う。
    3. 前の編成の扉を再び閉める。
    4. 誘導信号機の指示により、後ろの編成がその両数の停車位置までゆっくり進んで停車。扉を開けて客扱いを行う。
    5. 前の編成が後ろの編成にバックで近づき連結。扉を開けて3回目の客扱いを行う。

### その他
当駅南方では、富田林へ向かう支線の長野線がまっすぐ南下する一方、奈良県方面へ向かう本線の南大阪線は東へ大きくカーブしているが、これはもともと柏原駅 - 道明寺駅 - 当駅 - 富田林駅間が先に開通し、後になって奈良県方面への区間が付け足されることで線名が変わったためである。

## 利用状況
2024年11月12日における1日乗降人員は18,135人である。南大阪線の駅では大阪阿部野橋駅・藤井寺駅・河内松原駅に次ぐ4位。急行停車駅ではあるものの、通過する後者2駅より数値上の乗降人員は少ない。
先述の通り羽曳野市の中心となる駅で市内では最も利用者が多くなっているが、路線バスは市外である藤井寺駅への発着を主としていることもあり利用が分散している。
近年における1日乗降人員の推移は下表の通り。
| 年度               | 調査日   | 乗車人員 | 降車人員 | 乗降人員 | 出典        | 出典        | 出典          |
| 年度               | 調査日   | 乗車人員 | 降車人員 | 乗降人員 | 近鉄        | 近鉄        | 大阪府        |
| ------------------ | -------- | -------- | -------- | -------- | ----------- | ----------- | ------------- |
| 1990年（平成02年） | 11月06日 | 13,611   | 13,193   | 26,804   |             |             | [ 大阪府 1 ]  |
| 1991年（平成03年） | -        | -        | -        | -        |             |             | [ 大阪府 2 ]  |
| 1992年（平成04年） | 11月10日 | 13,112   | 12,685   | 25,797   |             |             | [ 大阪府 3 ]  |
| 1993年（平成05年） | -        | -        | -        | -        |             |             | [ 大阪府 4 ]  |
| 1994年（平成06年） | -        | -        | -        | -        |             |             | [ 大阪府 5 ]  |
| 1995年（平成07年） | 12月05日 | 13,456   | 12,951   | 26,407   |             |             | [ 大阪府 6 ]  |
| 1996年（平成08年） | -        | -        | -        | -        |             |             | [ 大阪府 7 ]  |
| 1997年（平成09年） | -        | -        | -        | -        |             |             | [ 大阪府 8 ]  |
| 1998年（平成10年） | 11月10日 | 12,860   | 12,851   | 25,711   |             |             | [ 大阪府 9 ]  |
| 1999年（平成11年） | -        | -        | -        | -        |             |             | [ 大阪府 10 ] |
| 2000年（平成12年） | 11月07日 | 12,731   | 13,012   | 25,743   | [ 近鉄 1 ]  | [ 近鉄 2 ]  | [ 大阪府 11 ] |
| 2001年（平成13年） | -        | -        | -        | -        |             |             | [ 大阪府 12 ] |
| 2002年（平成14年） | -        | -        | -        | -        |             |             | [ 大阪府 13 ] |
| 2003年（平成15年） | 11月11日 | 11,815   | 11,722   | 23,537   | [ 近鉄 3 ]  | [ 近鉄 4 ]  | [ 大阪府 14 ] |
| 2004年（平成16年） | -        | -        | -        | -        |             |             | [ 大阪府 15 ] |
| 2005年（平成17年） | 11月08日 | 11,740   | 11,646   | 23,386   | [ 近鉄 5 ]  | [ 近鉄 6 ]  | [ 大阪府 16 ] |
| 2006年（平成18年） | -        | -        | -        | -        |             |             | [ 大阪府 17 ] |
| 2007年（平成19年） | -        | -        | -        | -        |             |             | [ 大阪府 18 ] |
| 2008年（平成20年） | 11月18日 | 10,886   | 10,839   | 21,725   |             |             | [ 大阪府 19 ] |
| 2009年（平成21年） | -        | -        | -        | -        |             |             | [ 大阪府 20 ] |
| 2010年（平成22年） | 11月09日 | 10,540   | 10,455   | 20,995   | [ 近鉄 7 ]  | [ 近鉄 8 ]  | [ 大阪府 21 ] |
| 2011年（平成23年） | -        | -        | -        | -        |             |             | [ 大阪府 22 ] |
| 2012年（平成24年） | 11月13日 | 10,204   | 9,985    | 20,189   | [ 近鉄 9 ]  | [ 近鉄 10 ] | [ 大阪府 23 ] |
| 2013年（平成25年） | -        | -        | -        | -        |             |             | [ 大阪府 24 ] |
| 2014年（平成26年） | -        | -        | -        | -        |             |             | [ 大阪府 25 ] |
| 2015年（平成27年） | 11月10日 | 10,419   | 10,620   | 21,039   | [ 近鉄 11 ] | [ 近鉄 12 ] | [ 大阪府 26 ] |
| 2016年（平成28年） | -        | -        | -        | -        |             |             | [ 大阪府 27 ] |
| 2017年（平成29年） | -        | -        | -        | -        |             |             | [ 大阪府 28 ] |
| 2018年（平成30年） | 11月13日 | 10,404   | 10,533   | 20,937   | [ 近鉄 13 ] | [ 近鉄 14 ] | [ 大阪府 29 ] |
| 2019年（令和元年） | -        | -        | -        | -        |             |             | [ 大阪府 30 ] |
| 2020年（令和02年） | -        | -        | -        | -        |             |             | [ 大阪府 31 ] |
| 2021年（令和03年） | 11月09日 | 8,732    | 8,768    | 17,500   | [ 近鉄 15 ] |             | [ 大阪府 32 ] |
| 2022年（令和04年） | 11月08日 | 9,158    | 9,210    | 18,368   | [ 近鉄 16 ] |             | [ 大阪府 33 ] |
| 2023年（令和05年） | 11月07日 | 9,011    | 8,981    | 17,992   | [ 近鉄 17 ] |             | [ 大阪府 34 ] |
| 2024年（令和06年） | 11月12日 |          |          | 18,135   | [ 近鉄 18 ] |             |               |

## 駅周辺

### 道路
- 西名阪自動車道
- 南阪奈道路
- 国道166号（竹内街道）
- 国道170号
- 大阪府道20号
- 大阪府道31号
- 大阪府道186号
- 大阪府道802号

### 河川
- 石川

### 公共施設など
- 羽曳野市役所
- 羽曳野市市民会館
- 羽曳野市立古市図書館
- 羽曳野警察署
- 羽曳野法務総合庁舎
  - 羽曳野区検察庁
  - 羽曳野簡易裁判所
- 羽曳野古市郵便局
- 羽曳野白鳥郵便局
- 近鉄古市検車区古市車庫

### 神社・寺院・古墳
- 誉田八幡宮
- 白鳥神社（古市だんじり祭）
- 高屋神社
- 西琳寺
- 勝光寺
- 金田寺
- 世界文化遺産古市古墳群
  - 誉田御廟山古墳（伝応神天皇陵）
  - 軽里大塚古墳（白鳥陵、伝日本武尊陵）
  - 野中ボケ山古墳（伝仁賢天皇陵）
  - 高屋築山古墳（伝安閑天皇陵）
  - 白髪山古墳（伝清寧天皇陵）

### 商業施設
- 近鉄プラザ古市店（近商ストア）
- イズミヤ古市店
- キリン堂
- 延羽の湯本店羽曳野 - 当駅付近より無料送迎バスに乗車（1日8本運行）

### 学校
- 羽曳野市立古市小学校
- 羽曳野市立古市南小学校
- 羽曳野市立白鳥小学校
- 羽曳野市立誉田中学校
- 羽曳野市立峰塚中学校
- 大阪府立西浦支援学校(旧大阪府立西浦高等学校跡地)
- 第一ゼミナール古市校
- 創研学院古市校

## バス路線
近鉄バス（松原営業所）が駅前ロータリーに発着する。停留所名は「古市駅前」。関西福祉科学大学・関西福祉科学大学高等学校のスクールバスも近鉄バスが運行している。
大阪府立大学羽曳野キャンパスへは81・82番で府立医療センター下車も可。
市の自家用バスである羽曳野市公共施設循環バスは古市駅筋（国道170号沿い）を経由する。
| のりば | 路線名   | 系統・行先                         | 備考                             |
| ------ | -------- | ---------------------------------- | -------------------------------- |
| 1      | 羽曳野線 | 74番：藤井寺駅前                   | 日中の運行。野中経由             |
| 1      | 羽曳野線 | 77番：藤井寺駅前                   | 朝夕のみ運行。羽曳野市役所前経由 |
| 1      | 羽曳野線 | 85番：学園前五丁目                 | 日中の運行                       |
| 1      | 羽曳野線 | 87番：大阪府立大学羽曳野キャンパス | 平日朝1本のみ運行                |
| 2      | 羽曳野線 | 81番：羽曳が丘西五丁目             |                                  |
| 2      | 羽曳野線 | 82番：四天王寺大学                 | 日中まで運行。日祝は5本のみ      |

## 隣の駅
近畿日本鉄道
F 南大阪線
- □特急一部停車駅（朝のラッシュ時の上りと夜間の下りの列車が停車）

■急行・■区間急行
大阪阿部野橋駅 (F01) - 古市駅 (F16) - 尺土駅 (F23)
■準急・■普通
道明寺駅 (F15) - 古市駅 (F16) - 駒ヶ谷駅 (F17)
- みかん狩りシーズンには上ノ太子駅に急行が臨時停車することがある。また、藤井寺駅には周辺学校入試当日に急行が臨時停車することがある。春の吉野の桜の見頃になると、快速急行が臨時運転される。
- 1974年（昭和49年）までは、道明寺駅と当駅の間に誉田八幡駅が存在した。

O 長野線（線内は全列車各駅に停車）
■急行
（大阪阿部野橋駅 -） 古市駅 (O16) - 喜志駅 (O17)
■準急・■普通
（道明寺駅 -） 古市駅 (O16) - 喜志駅 (O17)
- 1920年（大正9年）までは、当駅と喜志駅の間に西浦駅が存在した。

### 記事本文